# P/1937 D1 (Wilk)
P/1937 D1 (Wilk) – kometa okresowa odkryta przez polskiego astronoma Antoniego Wilka 27 lutego 1937 roku. Należy do grupy komet typu Halleya oraz do obiektów NEO. Okres obiegu komety wokół Słońca wynosi 187 lat, a nachylenie jej orbity względem ekliptyki to 26,02˚.